# Chopping tool

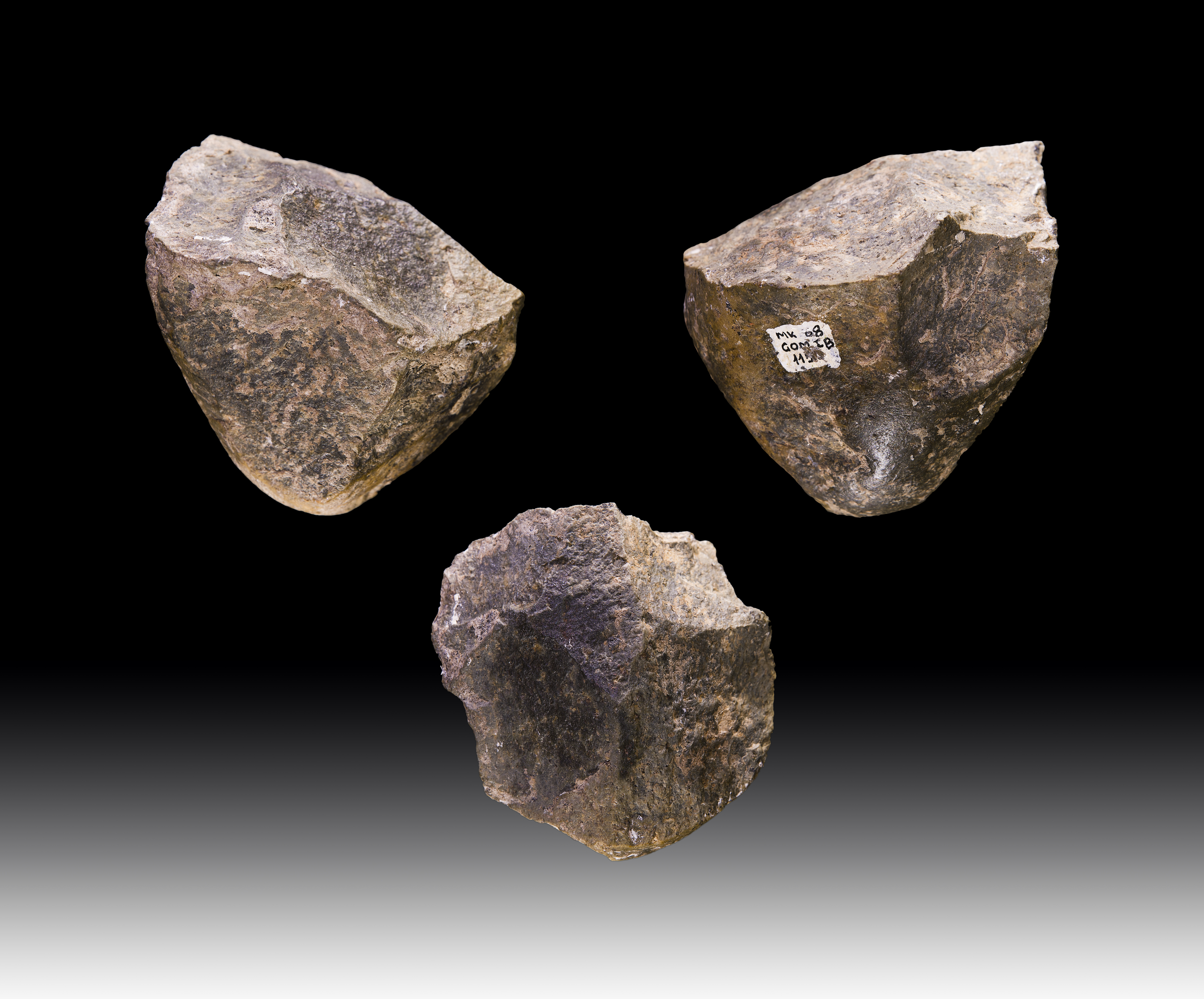
Oud-paleolithicum 1,7 miljoen jaar geleden - Hadar Ethiopië

Een chopping tool is een stenen werktuig dat bijna zonder uitzondering tot het Vroeg-paleolithicum behoort. Het gaat hierbij om een verbetering van de nog oudere chopper. Nieuw was dat de steen aan twee zijden bewerkt werd om een scherpe rand te krijgen. De snede was door het splijtingsgedrag van het gebruikte gesteente niet recht maar meer een golflijn. Chopping tools zijn onder andere gevonden bij Zhoukoudian bij Peking in China, bij resten van de Pekingmens. De chopping tools werden later opgevolgd door de vuistbijl.

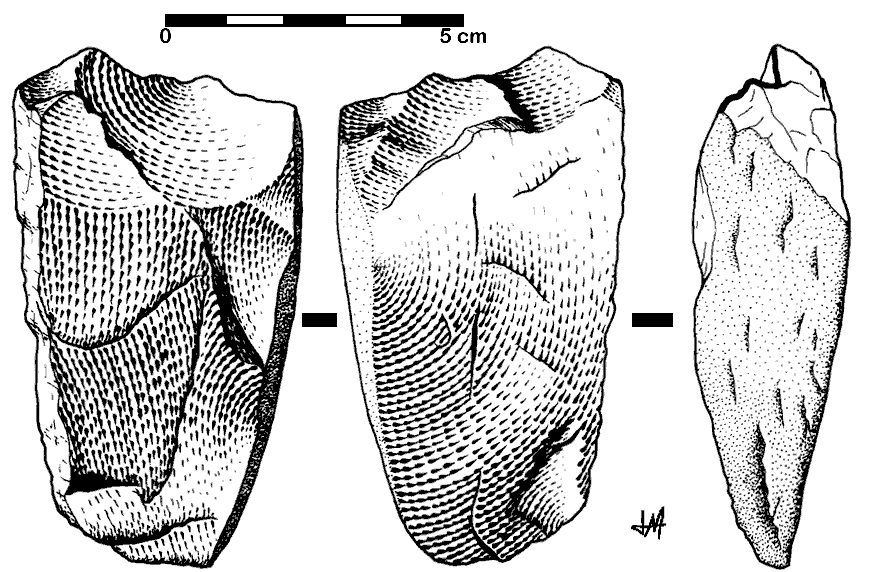
Chopping tools